# Riptide (Album)
Riptide ist das achte Studioalbum des englischen Sängers Robert Palmer aus dem Jahr 1985. Es erschien im November des Jahres bei Island Records.

## Geschichte
Das Album wurde von Bernard Edwards produziert und von Juli bis September 1985 in den Compass Point Studios auf den Bahamas aufgenommen. Eric "ET" Thorngren mischte es. Tony Thompson und Dony Wynn sind am Schlagzeug zu hören, Guy Pratt und Bernard Edwards spielten Bass, Eddie Martinez und Andy Taylor Gitarre. Wally Badarou, Jeff Bovan und Jack Waldman spielten Keyboards. Aus dem Album wurden fünf Singles ausgekoppelt, insbesondere Addicted to Love entwickelte sich zum Hit.

## Titelliste
| No. | Titel                         | Autoren                                       | Länge |
| --- | ----------------------------- | --------------------------------------------- | ----- |
| 1.  | "Riptide"                     | - Walter Donaldson - Gus Kahn                 | 2:24  |
| 2.  | "Hyperactive"                 | - Tony Haynes - Dennis Nelson - Robert Palmer | 5:08  |
| 3.  | "Addicted to Love"            | Palmer                                        | 6:03  |
| 4.  | "Trick Bag" (Earl King cover) | Earl King                                     | 3:01  |

| No.          | Titel                                            | Autoren                          | Länge |
| ------------ | ------------------------------------------------ | -------------------------------- | ----- |
| 5.           | "Get It Through Your Heart"                      | Palmer                           | 2:49  |
| 6.           | "I Didn’t Mean to Turn You On" (Cherrelle cover) | - James Harris III - Terry Lewis | 3:43  |
| 7.           | "Flesh Wound"                                    | - Frank Blair - Palmer           | 3:43  |
| 8.           | "Discipline of Love"                             | - David Batteau - Don Freeman    | 6:06  |
| 9.           | "Riptide" (Reprise)                              | - Donaldson - Kahn               | 2:00  |
| Gesamtlänge: | Gesamtlänge:                                     | Gesamtlänge:                     | 34:55 |

## Rezension
Tim DiGravina schrieb bei AllMusic: „Riptide packages Robert Palmer's voice and suave personality into a commercial series of mostly rocking songs that seem custom-tailored to be chart hits.“ Es wurden 4,5 von fünf Sternen vergeben.

## Charts
Das Album erreichte Platz acht der US-amerikanischen Billboard 200 und war 90 Wochen darin platziert.